# Алехандро Гарначо
Алехандро Гарначо Ферејра (шп. Alejandro Garnacho Ferreyra; Мадрид, 1. јул 2004) је аргентински фудбалер који тренутно наступа за Манчестер јунајтед. Игра на позицији крила.

## Успеси
Манчестер јунајтед
- ФА куп (1) : 2023/24,[5] (финале: 2022/23)[6]
- Лига куп Енглеске (1) : 2022/23.[7]

Појединачни
- Гол месеца у Премијер лиги: новембар 2023.[8]
- Гол сезоне у Премијер лиги: 2023/24.[9]
- BBC гол сезоне: 2023/24.[10]
- Гол сезоне ФК Манчестер јунајтед: 2023/24.[11]
- Најбољи млади гудбалер Манчестер јунајтед академије: 2021/22.[12]
- Идеални тим света до 20 година: 2023.[13]

 Аргентина
- Копа Америка (1) :  2024.